# Philippe Susnjara
 (décembre 2024).
Philippe Susnjara est un militaire français né en 1967 et originaire de la région lyonnaise. Général de corps d'armée, il est Directeur du renseignement et de la sécurité de la Défense, depuis le 1er octobre 2022. 

## Biographie

### Formation
Après des classes préparatoires scientifiques au Prytanée national militaire de La Flèche, Philippe Susnjara est diplômé de l’École spéciale militaire de Saint-Cyr (promotion Lieutenant Tom Morel 1987-1990). Diplômé du Collège interarmées de défense (ex- Ecole de guerre) en 2003, il est également titulaire d’un mastère spécialisé de « Management des programmes et ingénierie des systèmes » de l’école supérieure d’électricité. Il est auditeur en 2013-2014 du Centre des hautes études militaires (63e promotion) et de l’Institut des hautes études de la défense nationale (66e session).

### Carrière militaire
Officier parachutiste des Troupes de marine depuis sa sortie de l’Ecole spéciale militaire de Saint-Cyr en 1990, il a servi dans plusieurs régiments (3e Régiment parachutiste d’infanterie de marine, 6e Régiment parachutiste d’infanterie de marine, Régiment d’infanterie de marine du Pacifique – Nouvelle-Calédonie) .
Sa carrière le conduit à exercer des responsabilités en état-major et à l’international : à l’Inspection des réserves de l’armée de terre, à la Délégation aux affaires stratégiques (devenue Direction générale des relations internationales et de la stratégie), comme officier de liaison auprès du Corps des Marines des Etats-Unis et comme professeur de groupe à l’Ecole de guerre.
Il a participé à plus d’une dizaine d’opérations extérieures et missions de courte durée sur pratiquement tous les théâtres d’engagement des armées françaises (Tchad, Bosnie, Bénin, Togo, Congo-Brazzaville, Afghanistan, RCA, Côte d’Ivoire, Gabon).
Il développe une solide expertise africaine en complétant l’expérience de ses missions par son temps de chef de corps (2009-2011) à la tête du 6e Bataillon d’infanterie de marine basé à Libreville au Gabon, une première affectation au Centre de planification et de conduite des opérations (CPCO) comme chef J5 (planification) pour la zone Afrique (2011-2013), puis le poste de conseiller Afrique du Chef d’état-major des armées (2014-2016). En parallèle, il occupe pendant 4 ans un poste de professeur chargé d’un séminaire sur la Gestion de crise en Afrique subsaharienne auprès de l'Ecole d'affaires internationales (PSIA) de Sciences po Paris.
Entre 2016 et 2018, il a occupé le poste de sous-directeur « affaires internationales » au secrétariat général de la Défense et de la Sécurité nationale, ce qui lui a permis de travailler de manière approfondie avec le monde du renseignement en assurant la coordination haute et la synthèse de documents relatifs à des sujets traités par les différents services.
Après quatre ans de hautes responsabilités au cœur des opérations des armées françaises comme adjoint conduite puis chef du Centre de planification et de conduite des opérations (CPCO), il est élevé le 1er octobre 2022 aux rang et appellation de général de corps d’armée et nommé Directeur du renseignement et de la sécurité de la Défense,.

### Vie privée
Philippe Susnjara est marié et père de 2 enfants.

## Grades militaires
- 1er août 2000 : chef de bataillon[8]
- 1er août 2004 : lieutenant-colonel[9]
- 1er août 2007 : colonel[10]
- 1er juillet 2018 : général de brigade[11]
- 1er juin 2021 : général de division[12]
- 1er octobre 2022 : général de corps d'armée[13]

## Décorations
- Commandeur de la Légion d'honneur[14],[15] en 2023 (officier en 2017, chevalier en 2005)
- Commandeur de l'ordre national du Mérite[16] en 2020
- Croix de la Valeur militaire avec deux étoiles de bronze (2 citations à l’ordre du régiment)
- Croix du combattant
- Médaille d'Outre-Mer avec quatre agrafes (Tchad, République Centrafricaine, République de Côte d’Ivoire, République du Congo)
- Médaille de la Défense nationale, échelon or avec agrafes Troupes aéroportées, Troupes de marine, Missions d’assistance extérieure
- Médaille de reconnaissance de la Nation avec agrafe Opérations extérieures
- Médaille commémorative française avec deux agrafes (ex-Yougoslavie et Afghanistan)
- Médaille de l’OTAN avec agrafe ex-Yougoslavie
- Médaille de l’OTAN non-article 5 avec agrafe ISAF
- Chevalier de l’ordre de l’étoile équatoriale du Gabon
- Officier de l'ordre de la reconnaissance centrafricaine
- Officier de l'ordre national du Mali